# Agua Dulce, Putla Villa de Guerrero
Agua Dulce är en ort i Mexiko.   Den ligger i kommunen Putla Villa de Guerrero och delstaten Oaxaca, i den sydöstra delen av landet, 300 km söder om huvudstaden Mexico City. Agua Dulce ligger 813 meter över havet och antalet invånare är 313.
Terrängen runt Agua Dulce är kuperad åt sydväst, men åt nordost är den bergig. Runt Agua Dulce är det ganska glesbefolkat, med 39 invånare per kvadratkilometer. Närmaste större samhälle är Putla Villa de Guerrero, 9,7 km väster om Agua Dulce. I omgivningarna runt Agua Dulce växer i huvudsak städsegrön lövskog.